# الثغب
الثغب (به عربی: الثغب) یک منطقهٔ مسکونی در قطر است که در شهرداری الشمال واقع شده‌است. الثغب ۹٫۹ کیلومتر مربع مساحت دارد.